# Kadenia salina
Kadenia salina är en flockblommig växtart som först beskrevs av Porphir Kiril Nicolai Stepanowitsch Turczaninow, och fick sitt nu gällande namn av Lavrova och Vadim Nikolaevich Tikhomirov. Kadenia salina ingår i släktet Kadenia och familjen flockblommiga växter. Inga underarter finns listade i Catalogue of Life.